# لا باندا (مدينة)
لا باندا (بالإسبانية: La Banda, Argentina)‏ هي منطقة سكنية تقع في الأرجنتين في سانتياغو ديل استيرو (محافظة). يقدر عدد سكانها بـ 106,441 نسمة وترتفع عن سطح البحر 191 متر.

## أعلام
- كارلوس خواريز
- ليوناردو سيكويرا
- ميغيل كورتيخو
- رينيه هاوسمان
- روبين مارينو نافارو